# Sun Bowl 2014
Match précédent Match suivant
Le Sun Bowl 2014 a été un match de football américain de niveau universitaire joué après la saison régulière de 2014, le 27 décembre 2014 au Sun Bowl Stadium à El Paso au Texas.
Il s'agissait de la 81e édition du Sun Bowl.
Le match a mis en présence les équipes des Arizona State Sun Devils issus de la Pacific-12 Conference et des Duke Blue Devils issus de l'Atlantic Coast Conference.
Il a débuté à 12:15 pm (heure locale) et a été retransmis en télévision sur CBS et en radio sur Sports USA Radio Network.
Sponsorisé par la société Hyundai Motor Company, le match fut officiellement dénommé le Hyundai Sun Bowl.
Les Arizona State Sun Devils gagnent le match sur le score de 36 à 31.

## Présentation du match
| Équipes                                                                                               | Conférences | Entraîneurs     | Stats. saison rég. |
| --- | ----------- | --------------- | ------------------ |
| #15 Sun Devils d'Arizona State                                                                        | Pac-12      | Todd Graham     | 9-3                |
| Blue Devils de Duke                                                                                   | ACC         | David Cutcliffe | 9-3                |
| Arbitre : Hubert Owens (SEC) Équipe donnée favorite par les bookmakers : Arizona State (7,5 contre 1) |             |                 |                    |

Le match a mis en présence les Sun Devils d'Arizona State issus de la Pacific-12 Conference et les Blue Devils de Duke issus de l'Atlantic Coast Conference.
Il s'agissait de la toute 1re rencontre entre ces deux équipes.

### Arizona State Sun Devils
Avec un bilan global en saison régulière de 9 victoires et 3 défaites, Arizona State est éligible et accepte l'invitation pour participer au Sun Bowl de 2014.
Ils sont classés à l'issue de la saison régulière # 15  au ranking CFP.
Ils terminent 3e de la Southern Division de la Pacific-12 Conference derrière #19 Arizona et #10 UCLA, avec un bilan en division de 6 victoires et 3 défaites.
Il s'agit de leur 5e apparition au Sun Bowl avec un bilan de :
- 2 victoires
  - saison 1997 : 17 à 7 contre Iowa Hawkeyes
  - saison 2004 : 27 à 23 contre Purdue Boilermakers
- 1 nul
  - saison 1939 : 0 à 0 contre Cardinals University Catholic
- 1 défaite
  - saison 1940 : 13 à 26 contre Case Western Reserve University

### Duke Blue Devils
Avec un bilan global en saison régulière de 9 victoires et 3 défaites, Duke est éligible et accepte l'invitation pour participer au Sun Bowl de 2014.
Ils terminent 2e de la Coastal Division de la Atlantic Coast Conference derrière #8 Georgia Tech, avec un bilan en division de 5 victoires et 3 défaites.
Il s'agissait de leur 1er apparition au Sun Bowl.
Leur dernière victoire à un bowl remonte à 1961 (victoire 7 à 6 au Cotton Bowl Classic contre Arkansas. 	
L'équipe participe à son 3e bowl consécutif.

## Résumé du match
Début du match à 12:15 pm, fin à 03:58 et durée totae du match 03:43.
Ciel couvert, température de 6 °C et vent de NE de 10 km/h.
| ÉVOLUTION DU SCORE du SUN BOWL 2014 |                              |                              |                              |                              |                              | |       |       |
| QT                                  | Temps                        | Drive                        | Drive                        | Drive                        | Équipe                       | Description de l'action | Score | Score |
|                                     |                              | Jeux                         | Yards                        | TDP                          |                              | | ASU   | Duke  |
| 1                                   | 10:50                        | 5                            | 49                           | 01:33                        | ASU                          | TD à la suite d'une course de 9 yards par RB Demario Richard + 1 point de conversion par kicker Zane Gonzalez                                                               | 7     | 0     |
| 1                                   | 07:39                        | 7                            | 68                           | 01:43                        | ASU                          | FG de 28 yards par kicker Zane Gonzalez | 10    | 0     |
| 1                                   | 02:59                        | 11                           | 43                           | 04:40                        | Duke                         | FG de 40 yards par kicker Ross Martin | 10    | 3     |
| 2                                   | 12:55                        | 14                           | 54                           | 05:04                        | ASU                          | FG de 38 yards par kicker Zane Gonzalez | 13    | 3     |
| 2                                   | 07:31                        | 12                           | 66                           | 04:23                        | ASU                          | TD à la suite d'une course d'1 yard par RB Demario Richard + 1 point de conversion par kicker Zane Gonzalez                                                                 | 20    | 3     |
| 2                                   | 03:44                        | 8                            | 78                           | 03:47                        | Duke                         | TD de 14 yards par RB Shaquille Powell à la suite d'une réception d'une passe du QB Anthony Boone + 1 point de conversion par kicker Ross Martin                            | 20    | 10    |
| 2                                   | 01:49                        | 3                            | 7                            | 01:55                        | Duke                         | TD à la suite d'un retour de punt de 68 yards par WR Jamison Crowder + 1 point de conversion par kicker Ross Martin                                                         | 20    | 17    |
| 3                                   | 11:08                        | 8                            | 75                           | 03:52                        | ASU                          | TD de 11 yards par RB Demario Richard à la suite d'une réception d'une passe de QB Taylor Kelly + 1 point de conversion par kicker Zane Gonzalez                            | 27    | 17    |
| 3                                   | 02:23                        | 7                            | 34                           | 02:43                        | ASU                          | FG de 47 yards par kicker Zane Gonzalez | 30    | 17    |
| 4                                   | 10:10                        | 15                           | 69                           | 07:13                        | Duke                         | TD de 14 yards par WR Johnell Barnes à la suite d'une réception d'une passe de QB Anthony Boone + 1 point de conversion par kicker Ross Martin                              | 30    | 24    |
| 4                                   | 05:03                        | 11                           | 60                           | 04:19                        | Duke                         | TD de 12 yards par WR Issac Blakeney à la suite d'une réception d'une passe de WR Jamison Crowder + 1 point de conversion par kicker Ross Martin                            | 30    | 31    |
| 4                                   | 04:45                        | 1                            | 4                            | 00:18                        | ASU                          | TD de 4 yards par RB Demario Richard à la suite d'une réception d'une passe de QB Taylor Kelly mais la tentative d'inscrire 2 points à la course par QB Taylor Kelly échoue | 36    | 31    |
| "TDP" = temps de possession.        | "TDP" = temps de possession. | "TDP" = temps de possession. | "TDP" = temps de possession. | "TDP" = temps de possession. | "TDP" = temps de possession. | "TDP" = temps de possession. | 36    | 31    |

## Statistiques
| Statistiques par Équipes               | Statistiques par Équipes | Statistiques par Équipes |
| Statistiques                           | ASU                      | Duke                     |
| -------------------------------------- | ------------------------ | ------------------------ |
| 1er downs                              | 22                       | 21                       |
| Conversion de 3e Down                  | 4/13                     | 10/20                    |
| Conversion de 4e Down                  | 2/4                      | 4/4                      |
| Jeux–yards                             | 69 jeux pour 392 yards   | 77 jeux pour 400 yards   |
| Yards à la course                      | 152                      | 165                      |
| Yards à la passe                       | 240                      | 235                      |
| Passes : Réussies-Tentées-Interceptées | 24/34 - 0 Int.           | 17/33 - 1 Int.           |
| Réussite en zone rouge/chances         | 6/6                      | 3/4                      |
| TD                                     | 4                        | 4                        |
| Field Goals                            | 3                        | 1                        |
| Sacks (Nombre-Yards perdus)            | 3 (22 yards perdus)      | 0                        |
| Fumbles (Nombre/Perdus)                | 2 (0)                    | 1 (1)                    |
| Pénalités (Nombre/Yards perdus)        | 2 pour 10 yards perdus   | 4 pour 35 yards perdus   |
| Temps de possession                    | 24:53                    | 35:07                    |

| Meilleur Joueur (MVP) | Meilleur Joueur (MVP)    | Meilleur Joueur (MVP) |
| --------------------- | ------------------------ | --------------------- |
| Nom                   | Équipe                   | Poste                 |
| Demario Richards      | Arizona State Sun Devils | WR                    |

| Statistiques Individuelles | Statistiques Individuelles | Statistiques Individuelles      |
| -------------------------- | -------------------------- | ------------------------------- |
| Quaterbacks                |                            |                                 |
| ASU                        | Kelly,Taylor               | 24/34, 240 yards, 2 TDs, 0 Int. |
| Duke                       | Anthony, Boone             | 15/31, 193 yards, 2 TDs, 1 Int. |
| Meilleurs Coureurs         |                            |                                 |
| ASU                        | Foster, D.J.               | 11 courses, 79 yards, 0 TD      |
| Duke                       | Shaquille, Powell          | 29 courses, 117 yards, 0 TD     |
| Meilleurs Receveurs        |                            |                                 |
| ASU                        | Strong, Jaelen             | 7 Réc., 103 yards, 0 TD         |
| Duke                       | Jamison, Crowder           | 7 Réc., 102 yards, 0 TD         |
| Meilleurs Tackleurs        |                            |                                 |
| ASU                        | Longino, Antonio           | 2 tackles, 15 assistes          |
| Duke                       | DeVon, Edwards             | 6 tackles, 8 assistes, 1 sack   |